# Straat van Corsica
De straat van Corsica (Frans: Canal de Corse, Italiaans: Canale di Corsica) is een zeestraat gelegen in de Middellandse Zee, op de scheidslijn tussen de Ligurische en de Tyrreense Zee. De zeestraat scheidt deze zeeën van elkaar samen met het kanaal van Piombino. De straat van Corsica is de benaming voor de wateren gelegen tussen Corsica en enkele eilanden van de Toscaanse Archipel, te weten Elba en Pianosa. In de zeestraat liggen het eiland Capraia. Ten westen van Capraia ligt in de straat nog het onbewoonde eilandje La Praiola. Ten slotte wordt ook het rotseiland Scoglio d'Affrica nog volledig omgeven door de wateren van de zeestraat.
De straat van Corsica loopt ook voor een groot deel langs het schiereiland Cap Corse van Corsica en is ongeveer 75 kilometer lang. 